# NGC 1260
NGC 1260 ist eine linsenförmige Galaxie vom Hubble-Typ S0/a im Sternbild Perseus am Nordsternhimmel. Sie ist schätzungsweise 262 Millionen Lichtjahre von der Milchstraße entfernt, hat einen Durchmesser von etwa 85.000 Lichtjahren und ist Mitglied des Perseus-Galaxienhaufens Abell 426. Gemeinsam mit PGC 12230 bildet sie ein gravitativ gebundenes Galaxienpaar. 

Im selben Himmelsareal befinden sich u. a. die Galaxien NGC 1259, NGC 1264, NGC 1267, IC 310.
Die Typ-IIn-Supernova SN 2006gy wurde am 16. September 2006 hier entdeckt, eine der hellsten jemals beobachteten Supernovae (etwa 100-mal stärker als eine normale Supernova).
Das Objekt wurde am 19. Oktober 1884 vom französischen Astronomen Guillaume Bigourdan entdeckt.